# معهد فريتس هابر بجمعية ماكس بلانك

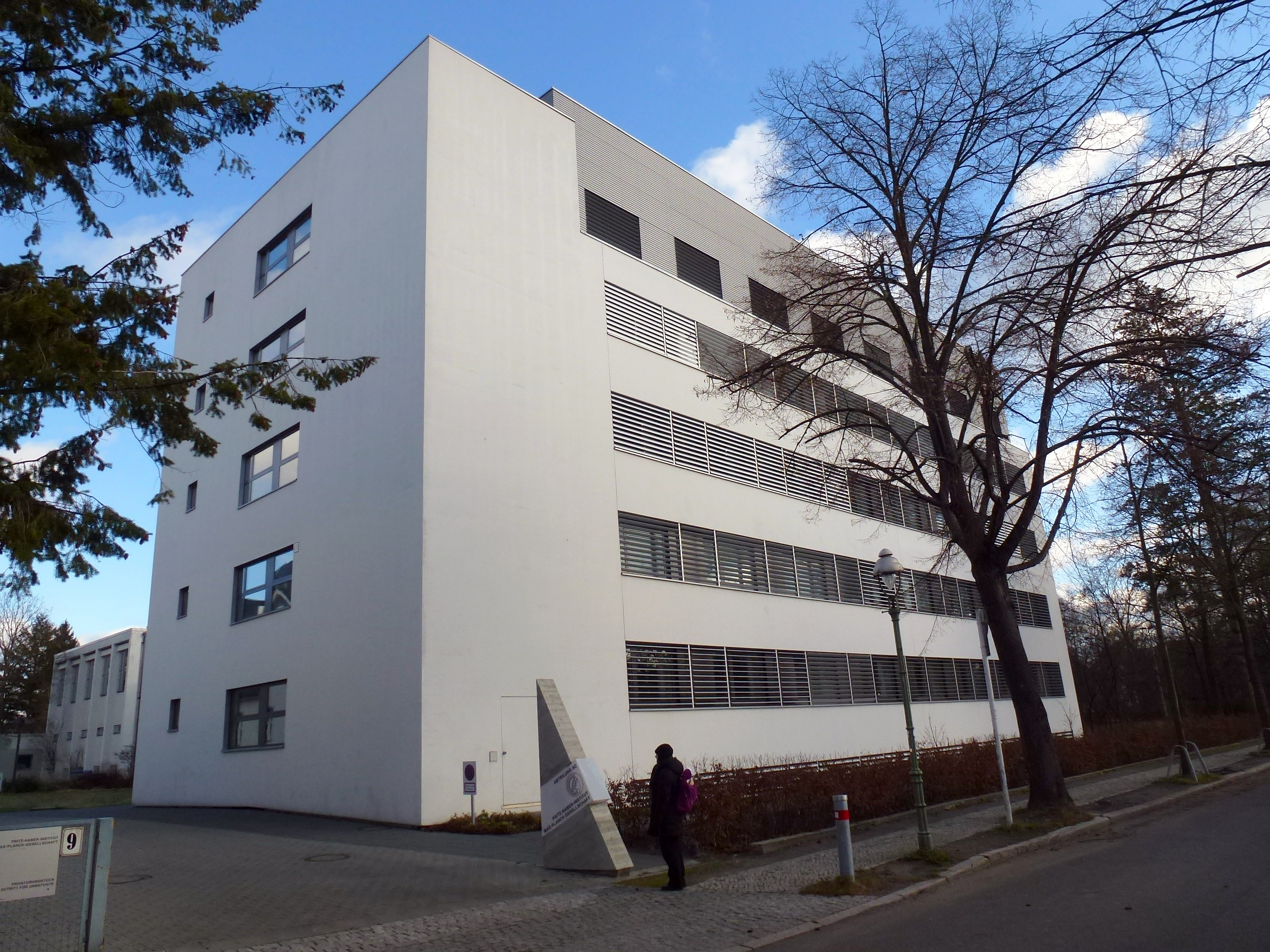
مقر المعهد

معهد فريتس هابر بجمعية ماكس بلانك (بالألمانية: Fritz-Haber-Institut der Max-Planck-Gesellschaft) هو معهد بحثي علمي يقع في قلب منطقة دالم الأكاديمية في العاصمة الألمانية برلين.
أُنشئ المعهد سنة 1911، تحت اسم معهد القيصر فيلهلم للكيمياء الفيزيائية والكهربية، وأُدمج في جمعية ماكس بلانك سنة 1953، وأُطلق عليه في الوقت ذاته اسم فريتس هابر، أول مدير له.
اختص المعهد عبر تاريخه بالبحث في مجالات حركية التفاعل وديناميكية التفاعل وكيمياء الغروانيات والفيزياء الذرية.